# Raissaïta
La raissaïta és un mineral de la classe dels sulfats. El mineral és nomenat en honor de la mineralogista russa Raisa A. Vinogradova (nascuda el 1935), de la Universitat Estatal de Moscou.

## Característiques
La raissaïta és un sulfat de fórmula química CuMg[Te6+O₄(OH)₂]·6H₂O. Va ser aprovada com a espècie vàlida per l'Associació Mineralògica Internacional l'any 2014. Cristal·litza en el sistema monoclínic. La seva duresa a l'escala de Mohs és 2. Químicament és molt similar a la leisingita.
L'exemplar que va servir per a determinar l'espècie, el que es coneix com a material tipus, es troba conservat a les col·leccions del Museu Mineralògic Fersmann, de l'Acadèmia Russa de les Ciències, a Moscou (Rússia), amb el número de registre: 4575/1.

## Formació i jaciments
Va ser descoberta al dipòsit de Sentyabr’skoe, al districte mineral d'Ilirney (Districte autònom de Txukotka, Rússia). També ha estat descrita a la mina North Star, al comtat de Juab (Utah, Estats Units). Aquests dos indrets són els únics de tot el planeta on ha estat descrita aquesta espècie mineral.